# Poisenhäuser
Poisenhäuser bezeichnet zwei Siedlungsstätten am Rand des 2,22 km² großen Poisenwaldes nahe Freital im Landkreis Sächsische Schweiz-Osterzgebirge. Man unterscheidet zwischen den Oberen und den Unteren Poisenhäusern.

## Untere Poisenhäuser
Die Unteren Poisenhäuser (⊙) befinden sich im Poisental auf etwa 270 m ü. NN, auf der Flur von Wilmsdorf, zwischen dem heutigen Golfplatz und dem Käferberg (Poisentalstraße 4 bis 27) und sind Häuslerreihen. Im Jahre 1875 zählten sie 145 Einwohner.
Davon zu unterscheiden ist Klein-Welschhufe, einem nördlicher gelegenen Siedlungskörper auf Wilmsdorfer Flur, am Übergang des Marktsteiges mit dem Poisenbach (Poisentalstraße 14 bis 41; Zum Marktsteig).
Die Unteren Poisenhäuser wurden durch Eingemeindung von Wilmsdorf 1939 Teil der Gemeinde Possendorf, 1999 Teil der Gemeinde Bannewitz.

## Obere Poisenhäuser
Die Oberen Poisenhäuser mit Grundstücken (⊙)
liegen zwischen dem südwestlichen Rand des Poisenwaldes und dem Rabenauer Marktsteig auf etwa 375 m ü. NN
Die oberen Poisenhäuser liegen heute vollständig auf der Gemarkung von Obernaundorf entlang der Kreisstraße 9015 (hier: Poisenwaldstraße 46 bis 62) und damit nördlich des Marktsteiges. Lediglich der Parkplatz südlich des Gasthofes Jägerhaus und ein angrenzendes Gartengrundstück südlich des Feldweges Marktsteig befinden sich heute auf Wilmsdorfer Gemarkung.

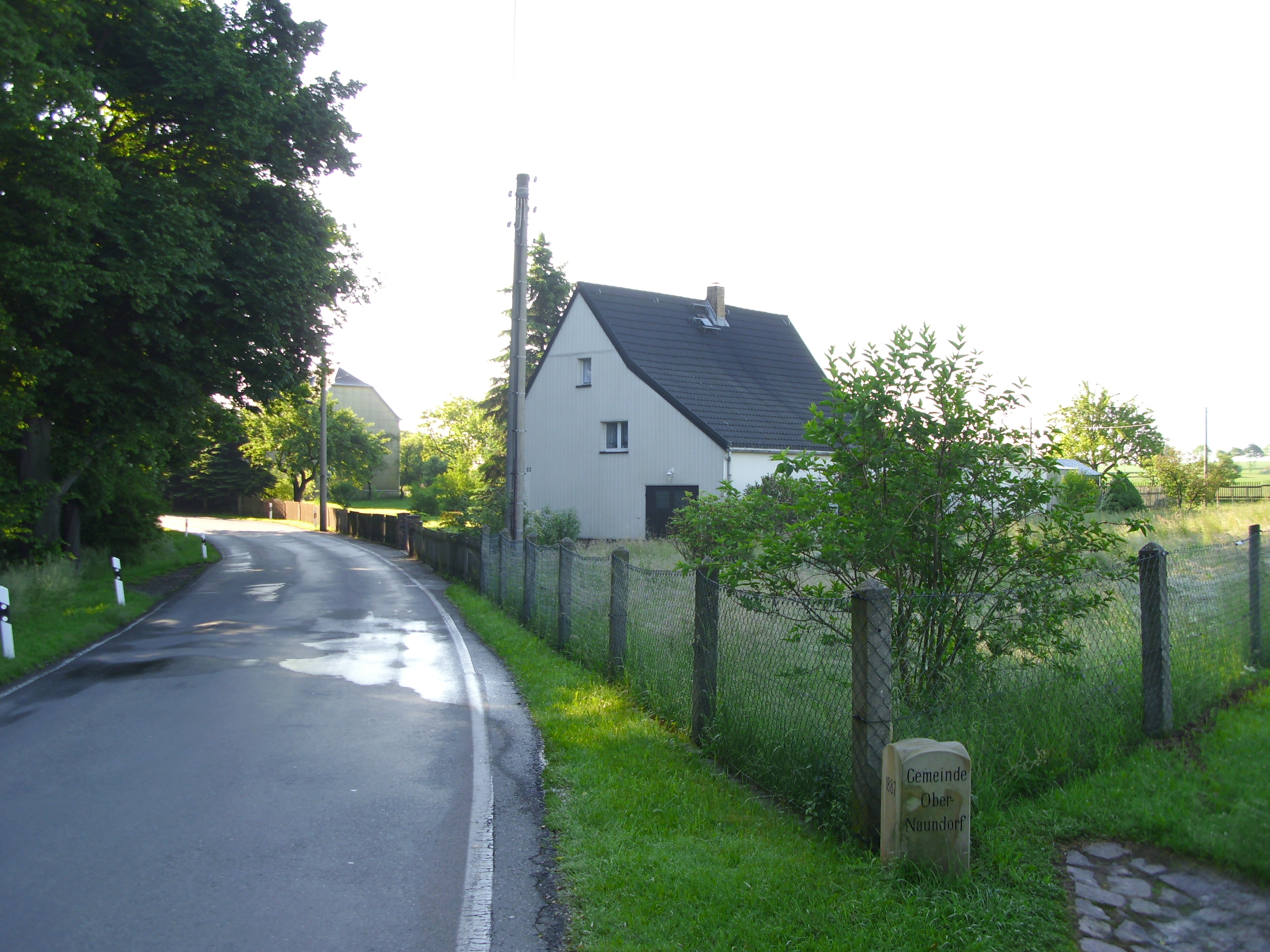
Wilmsdorfer Obere Poisenhäuser hinter dem hist. Grenzstein

Die sechs östlichen Grundstücke bei der Gaststätte Jägerhaus gehörten zur Wilmsdorfer Flur. Nur die westlicher gelegenen Grundstücke der früheren Drescherhäuser gehörten zu Obernaundorf.
Der Wilmsdorfer Teil war wie die Unteren Poisenhäuser zur Amtshauptmannschaft Dippoldiswalde gehörig, der Obernaundorfer Teil gehörte zur Amtshauptmannschaft Dresden. Die Gemeindegrenzsteine wurden im Jahre 1887 gesetzt, sie bezeichneten die Gemarkungsgrenze innerhalb der Oberen Poisenhäuser.
1952 wurden Obernaundorf und Possendorf und damit Obere und Untere Poisenhäuser Teil des Kreises Freital. Die westlichen Oberen Poisenhäuser (Drescherhäuser) kamen 1974 durch die Eingemeindung Obernaundorfs zu Rabenau. Heute gehören östliche und westliche Oberen Poisenhäuser zu Rabenau.
Die Kinder der Oberen Poisenhäuser gingen ab 1842 in die Obernaundorfer Schule, heute gehen sie in die Grundschule nach Oelsa oder Rabenau.

### Jägerhaus
1859 wird eine Schänke zu den Poisenhäusern erwähnt, bereits 1875 wird es als Restauration „zum Jägerhaus“ auf dem Poisen der Familie Querner genannt. Nach einem Brand am Freitag, den 30. März 1900 wurden das Restaurant Jägerhaus und alle dazugehörenden Gebäude zerstört, es wurde im selben Jahr wieder eingeweiht. Im August 1907 verkaufte die Familie Querner das Gasthaus an Max Urban. Seit 2013 ist das Gasthaus geschlossen und wurde 2014 zu einem Schullandheim umgebaut.

### Drescherhäuser

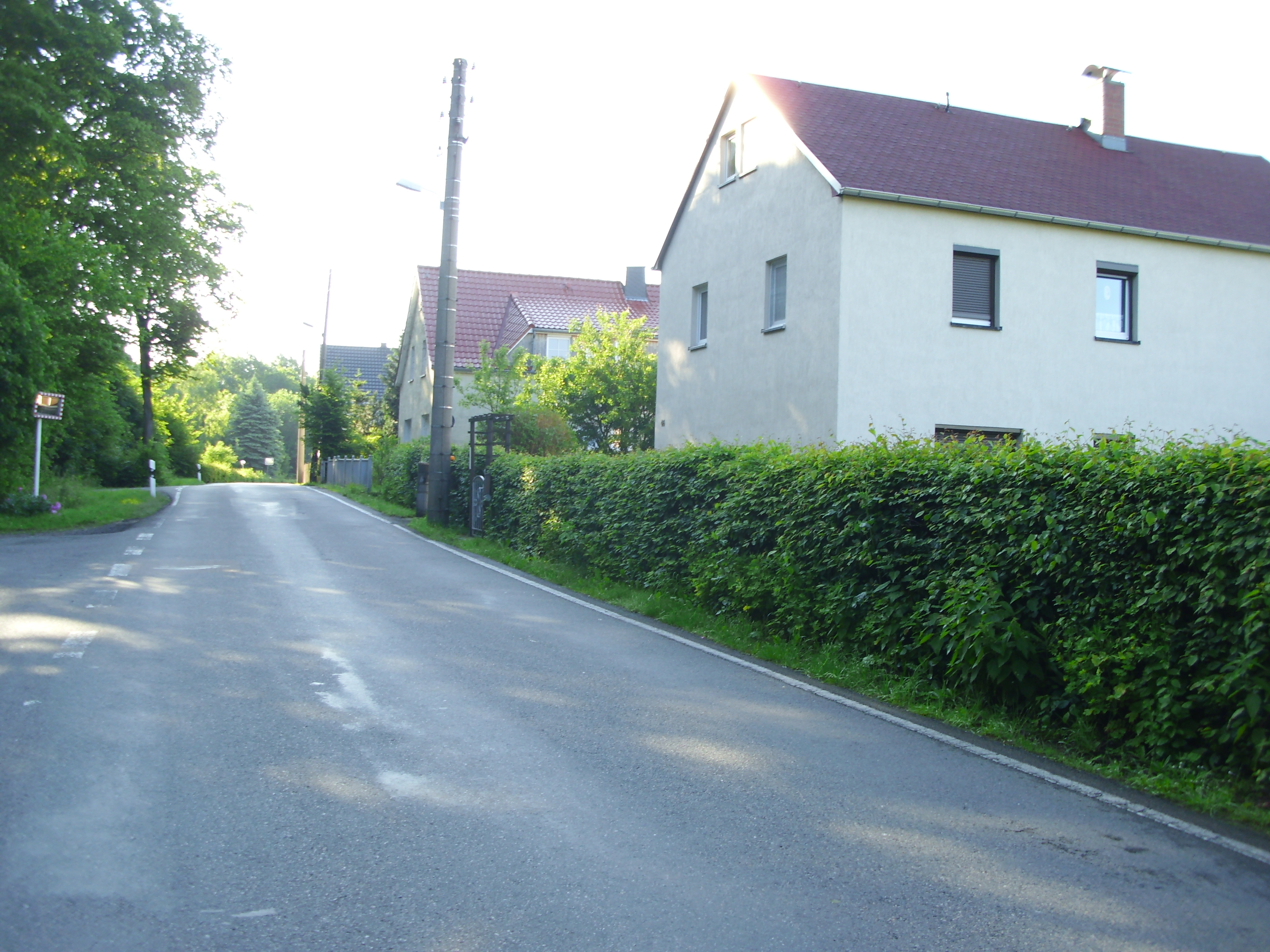
Die Obernaundorfer Oberen Poisenhäuser

Die auf dem westlichen Teil stehenden Häuser (⊙) waren die Wohnstätten der Drescher (Knechte), die bis zum Jahre 1846 dem Freigut Obernaundorf Dienst leisten mussten. 1664 erlässt der Oberhofprediger Jakob Weller in einem Lehnbrief den Bau von 4 Häuslein, dessen Bewohner zu jährlich 4 Groschen Erbzins und zur Arbeit auf dem Freigut verpflichtet waren. Nach dem Siebenjährigen Krieg wurden sie auf dem wüst liegenden, zum Freigut gehörenden Land zwischen dem “Poisenbusch” und der “Marktstraße” von Wilmsdorf nach Obernaundorf neu aufgebaut. Im Jahre 1782 wurden Erpachtverträge mit fortan wohnenden Eigentümern und dem Freigutbesitzer Neitzsch geschlossen, die 1846 in Eigentum der Pächter übergingen. Die Poisenwaldstraße Nr.: 46 ist 1800 erbaut, die Nr.: 48: 1852, die Nr.: 50 1853, das Vierte um 1850 erbaute Haus an der Grenze zu Wilmsdorf ist bereits abgetragen, hier befindet sich ein Gartengrundstück.
Die historische Entwicklung in Zahlen:
- 1664: 4 Drescherhäuser
- 1789: 4 Drescherhäuser
- 1826: 3 Drescherhäuser
- 1834: 3 Poisenhäuser
- 1847: 3 Poisenhäuser zu Obernaundorf, 4 Poisenhäuser zu Wilmsdorf
- 1875: 39 Einwohner zu Obernaundorf, 21 Einwohner zu Wilmsdorf